# The Hollywood Matador
The Hollywood Matador es el cuarto cortometraje animado en las serie cinematográfica del Pájaro Loco. Estrenado el 9 de febrero de 1942, el corto fue producido por Walter Lantz Productions y lanzado por Universal Pictures.

## Argumento
El Pájaro Loco (Danny Webb) es un torero en una plaza de toros, y tiene que enfrentarse a un toro feroz y fuerte llamado Cuernitos. Luego de varios divertidos combates entre Cuernitos y Loquillo, el pájaro carpintero reta al toro, lo cual consigue, y cuando ambos se estrellan uno contra otro, Loquillo termina cocinando al toro, poniendo una venta de carne que ofrece sándwiches de toro, carne de toro y hot dogs de toro.